# Электроника НЦ-31
Система числового программного управления (СЧПУ) «Электроника НЦ-31» — это система контурного управления типа ЧПУ. Она предназначается для оперативного управления станками со следящими электроприводами по двум линейным осям, главным приводом и измерительными фотоимпульсными датчиками. Система позволяет создавать мультипроцессорные конфигурации (до четырёх процессоров), стандартная корзина позволяет использовать два процессора, но во всех станочных применениях используется однопроцессорная конфигурация. На базе 4 версии программного обеспечения НЦ-31 (прошивки 369, 370) разработана система ЧПУ «МС 2109», содержащая встроенный блок электроавтоматики 16 входов/32 выхода, позволяющий управлять электроавтоматикой станка без внешнего блока электроавтоматики.

## Разработка и производство
«Электроника НЦ-31» была разработана в 1980 году в НИИ точной технологии (НИИТТ). Главный конструктор — Ю. Е. Чичерин, разработчики: В. Н. Шмигельский, В. Н. Лукашов, Ю. Б. Терентьев, Ю. И. Титов, В. С. Петровский, И. Евдокимов и др. Прототипом, на который равнялись разработчики, был, по-видимому, СЧПУ фирмы FANUC. Для построения системы был выбран комплект микросхем К588.
Серийное производство НЦ-31 было начато в 1980 г. на предприятии «Ангстрем», а затем передано на заводы «Квант» (Зеленоград), «Диффузион» (Смоленск) и Витебский телевизионный завод «Витязь». Только «Ангстрем» и «Квант» выпустили 3846 комплектов НЦ-31. Массовое производство НЦ-31 было налажено на заводе «Диффузион».
Успешное применение УЧПУ НЦ-31 было обеспечено разработкой тестового программного обеспечения, позволяющего непосредственно на станке провести полную проверку наиболее сложных в ремонте блоков — ПРЦ, 3500, АМТ и в составе поставляемого в ремонтные подразделения оборудования УФО и УФК (устройство функциональной отладки и устройство функционального контроля) диагностику и ремонт всех блоков УЧПУ. Так, например, сложный в наладке асинхронный процессор полностью тестировался в автоматическом режиме за время около одного часа (асинхронность была причиной отличий в быстродействии процессоров). При тестировании блоков на пульт ПО выводились цифровые коды ошибок, по которым с помощью листинга теста или таблиц определялся номер проверки и операнды. Возможность ввода с пульта ПО и отработки программ в машинных кодах позволяла производить проверки аппаратной части непосредственно на станке.

## Область применения
Основной областью применения устройства является управление токарными станками.
Система ЧПУ «Электроника НЦ-31» является одной из наиболее распространенных систем ЧПУ для станков токарной группы.
Отсутствие в настоящий момент комплектующих и запасных частей к НЦ-31 в комплексе с довольно большим износом, и как следствие большим количеством сбоев и отказов, сделало эту популярную систему довольно неудобной в эксплуатации.
Несмотря на это, простота программирования, небольшие габариты и наличие обученного обслуживающего персонала, останавливают многих пользователей на пути замены СЧПУ «Электроника НЦ-31» на более современные системы, такие как «NC-200», «WL» и т. п. Кроме того такая замена требует немалых финансовых затрат и проведения комплекса работ по перемонтажу электрочасти станка, а также переобучения технического персонала.
В результате была разработана СЧПУ «НЦ-31-М». Она аналогична СЧПУ «Электроника НЦ-31» по интерфейсу и программному обеспечению, но выполнена на современной элементной базе. Данное устройство полностью функционально заменяет СЧПУ «Электроника НЦ-31».
Также известны и другие клоны «Электроника НЦ-31» — Модуль НЦ31, УЧПУ НЦ31-10, Модуль программного управления НЦ31

## Состав УЧПУ «Электроника НЦ-31»
- Первичный блок питания БПС-18-1-1
- Вторичный блок питания БПС-18-1-2
- Пульт оператора ПО
- Асинхронный процессор ПРЦ
- Оперативное запоминающее устройство 3500
- Адаптер магистрали. Таймеры. АМТ
- Контроллер электроавтоматики КЭ (устройство 9201 или 9214)
- Контроллер измерительных преобразователей КИП (устройство 9202)
- Контроллер приводов КП (устройство 9209)
- Блок сопряжения с кассетой внешней памяти
- Кассета внешней памяти КВП

## Состав УЧПУ «МС 2109»
- БПС-18-1-1 первичный блок питания
- БПС-18-1-2 вторичный блок питания
- ПО-1 пульт оператора
- ПРЦ-1 (процессор и ПЗУ)
- БЗВ (блок запоминания внутренний)
- БФОС (блок формирования и обработки сигналов)
- БОС (блок обработки сигналов)
- БС блок сопряжения с кассетой внешней памяти
- КВП кассета внешней памяти НЦ 31-00 или тестовая НЦ 3170

Процессор ПРЦ-1 может работать только в однопроцессорной конфигурации. УЧПУ не имеет станочной магистрали и, соответственно, адаптера магистрали.

## Технические характеристики УЧПУ «Электроника НЦ-31»
- Устройство УЧПУ — контурное, с программной структурной организацией;
- Система отсчета — в абсолютных и относительных координатах;
- Тип привода — следящий электрический;
- Тип датчиков — фотоимпульсные или сельсины;
- Количество осей управления — до 3;
- Интерполяция — линейная, круговая, резьбонарезание;
- Задание размеров — в метрической системе;
- Ввод программ — с клавиатуры, с кассеты внешней электронной памяти. Автоматический ввод с внешних устройств по каналу ИРПС;
- Количество запоминаемых кадров — до 5 зон с общим количеством кадров 1250;
- Максимальное отрабатываемое системой значение перемещений по осям: от +999999 дискрет до −999999 дискрет;
- Наибольшее задание размеров между двумя программируемыми точками — до 999999 дискрет;
- Дискретность задания перемещений — 0.01 мм.
- Задание рабочих подач: 0.01-99.99 мм/об., 1-9999 мм/мин.
- Скорость ускоренных перемещений: 1-15000 мм/мин.

СЧПУ «НЦ-31-М»
- Оси управления: 2 + шпиндель;
- Объём ПЗУ (Flash): 128 Kb;
- Объём ОЗУ (энергонезависимое): 8 Kb;
- Объём ПЗУ (EPROM): 8Kb;
- Программное обеспечение: оригинальное «Электроника НЦ-31» (4 версия, прошивки ПЗУ 369, 370);
- Каналы связи с датчиками: 4 (круговые датчика с Uпит = 5В, Uпит = 15В);
- Количество входов: 16 / 48;
- Количество выходов: 16 / 32;
- Интерфейсы: RS-232 (опционально IrDA);
- Напряжение питания: 5В±5 %;
- Максимальный потребляемый ток: 2А;
- Вес: 1,2 кг.